# Piz Tanelin
Il Piz Tanelin (2.847 m s.l.m.) è una montagna] delle Alpi Lepontine. Si trova in Svizzera sul confine tra il Canton Ticino ed il Canton Grigioni.

## Caratteristiche
La montagna è collocata tra il Piz Denter e il Piz Curnera.